# Symmacantha sparsella
Symmacantha sparsella is een vlinder uit de familie van de dominomotten (Autostichidae). De wetenschappelijke naam van de soort is voor het eerst geldig gepubliceerd in 1891 door Léon de Joannis.
De soort komt voor in Syrië.